# Matthew Centrowitz
Matthew Centrowitz Jr. (Beltsville, 18 oktober 1989) is een Amerikaanse atleet, die gespecialiseerd is in de 1500 m. Hij werd bekend toen hij op dit onderdeel een bronzen medaille won op de wereldkampioenschappen in 2011. Hij nam deel aan de 1500 m op de Olympische Spelen van 2012, waar hij een vierde plaats behaalde, met 0,04 seconden achterstand op nummer drie. Een jaar later werd hij op de WK van 2013 tweede op de 1500 m. In 2016 kende hij zijn meest succesvolle seizoen tot nog toe; op de wereldindoorkampioenschappen te Portland won hij zijn eerste grote internationale kampioenschap, hij won er de 1500 m. Ook won hij een gouden medaille op de 1500 m op de Olympische Spelen in Rio de Janeiro. Hij werd de eerste Amerikaanse atleet die dit onderdeel won sinds 1908.

## Biografie
Centrowitz werd geboren in Beltsville, Maryland, hij is de zoon van Beverly Bannister en tweevoudig olympiër Matt Centrowitz, die hoofdtrainer is aan de American University. Hij won als junior een gouden medaille op de 1500 m op de Pan-Amerikaanse jeugdkampioenschappen, die werden gehouden São Paulo in 2007.

### Universiteit
Net zoals zijn vader liep Centrowitz voor de Universiteit van Oregon. In 2009 maakte Centowitz deel uit van het estafetteteam op de 4 × 1600, dat het NCAA-record brak. Samen met Andrew Wheating (3.59,60), Shadrack Kiptoo-Biwott (4.05,21) en Galen Rupp (3.58,93) haalde hij iets meer dan een seconde van het vorige record van 16.03,24 af. Centrowitz zelf liep 3.59,53. Op 29 november 2011 kondigde hij aan dat hij professioneel atleet ging worden.

### Professioneel
Zijn beslissing om professional te worden resulteerde in een sponsorcontract met Nike. Centrowitz voegde zich bij het Nike Oregon Project en wordt nog steeds getraind door Alberto Salazar.
Centrowitz versloeg in 2011 Bernard Lagat en Leo Manzano op de USATF Outdoor Championships op de 1500 m. Zijn seizoen van 2011 wordt soms omschreven als het "perfecte seizoen", hij won de NCAA-titel op de 1500 m en werd eveneens nationaal kampioen op die afstand. Hij won ook een bronzen medaille op de WK in Daegu achter Asbel Kiprop en Silas Kiplagat.
In 2012 kwalificeerde hij zich voor de WK indoor in Istanbul, Turkije, door tweede te worden op de nationale indoorkampioenschappen achter Leo Manzano en voor zijn teamgenoot Galen Rupp. Hij werd uiteindelijk zevende op de WK indoor met een tijd van 3.47,42. Op 1 juli 2012 kwalificeerde hij zich voor het Amerikaanse olympische team op de 1500 m. Hij werd vierde op de Olympische Spelen van 2012 met 4 honderdste achterstand op de derde. Zijn tijd was 3.35,17.
Op 16 augustus 2013, op de veertiende WK in Moskou, Rusland, liep Centrowitz naar een tweede plek op de 1500 m met een tijd van 3.36,78.
In 2014 verbeterde hij zijn PR op de 1500 m met bijna een seconde naar 3.31,09, hierdoor werd hij de zevende snelste Amerikaanse atleet ooit op de 1500 m.

### Wereldindoor- en olympisch kampioen

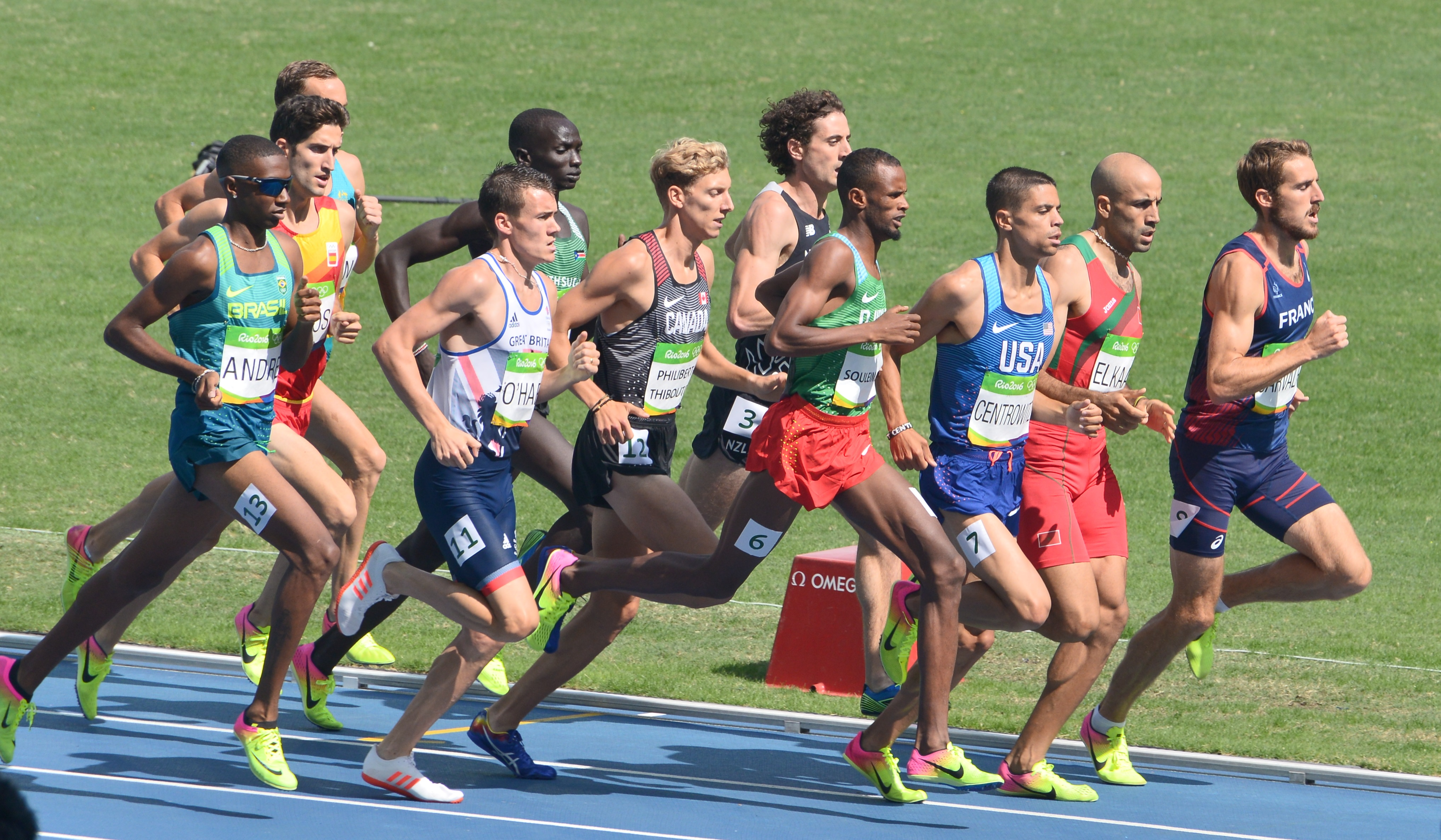
Matthew Centrowitz tijdens de halve finales van de 1500 m in Rio 2016

Op 20 maart 2016 werd Centrowitz wereldindoorkampioen op de 1500 m. Hij werd dat indoorseizoen niet verslagen.
Op 20 augustus 2016 deed Centrowitz mee aan de Olympische Spelen in Rio, waar hij de 1500 m won in 3.50,00. De wedstrijd werd heel afwachtend gelopen, met de eerste 800 m in 2.16,59, waardoor er een ongewone trage eindtijd werd geregistreerd. Centrowitz liep zijn laatste ronde in 50,6 seconden. Hij was de eerste Amerikaanse atleet die dit loopnummer wist te winnen sinds Mel Sheppard op de Olympische Spelen van 1908.
Vijf jaar later nam Centrowitz deel aan de Olympische Spelen van Tokio, die vanwege de coronapandemie een jaar waren uitgesteld. In zijn serie, de langzaamste van de drie, wist hij zich met 3.41,12 gemakkelijk te kwalificeren voor de volgende ronde. Zijn halve finale ging echter heel wat sneller en ondanks het feit dat hij ditmaal met 3.33,69 zijn beste seizoentijd liep, finishte hij slechts als negende, onvoldoende om de finale te halen. Hierdoor was hij dus ook niet in staat om zijn olympische titel van 2016 te verdedigen.

## Titels
- Olympisch kampioen 1500 m - 2016
- Wereldindoorkampioen 1500 m - 2015
- NCAA-kampioen 1500 m - 2011
- Amerikaans kampioen 1500 m - 2011, 2013, 2015, 2016, 2018
- Amerikaans indoorkampioen 1500 m - 2016
- Amerikaans indoorkampioen 1 Eng. mijl - 2015

## Persoonlijke records
Baan
| Onderdeel   | Prestatie | Datum             | Plaats       |
| ----------- | --------- | ----------------- | ------------ |
| 800 m       | 1.44,62   | 13 juni 2015      | New York     |
| 1000 m      | 2.16,67   | 25 augustus 2016  | Lausanne     |
| 1500 m      | 3.30,40   | 17 juli 2015      | Monaco       |
| 1 Eng. mijl | 3.49,26   | 24 juli 2021      | Portland     |
| 3000 m      | 8.20,09   | 28 april 2006     | Philadelphia |
| 2 Eng. mijl | 8.41,55   | 15 juni 2007      | Greensboro   |
| 5000 m      | 13.00,39  | 10 september 2019 | Beaverton    |

Indoor
| Onderdeel   | Prestatie | Datum            | Plaats      |
| ----------- | --------- | ---------------- | ----------- |
| 800 m       | 1.47,82   | 3 maart 2013     | Albuquerque |
| 1000 m      | 2.17,00   | 7 februari 2015  | Boston      |
| 1500 m      | 3.36,65   | 16 februari 2013 | New York    |
| 1 Eng. mijl | 3.50,63   | 20 februari 2016 | New York    |
| 3000 m      | 7.40,74   | 5 februari 2016  | Portland    |
| 2 Eng. mijl | 8.21,07   | 11 februari 2017 | New York    |

Weg
| Onderdeel    | Prestatie | Datum            | Plaats          |
| ------------ | --------- | ---------------- | --------------- |
| 5 km         | 13.53     | 6 november 2021  | New York        |
| 10 km        | 30.05     | 24 november 2011 | Mesa            |
| 10 Eng. mijl | 50.39     | 8 april 2018     | Washington D.C. |

## Palmares

### 1500 m
- 2007:  Pan Amerikaanse Jeugdkamp. - 3.56,63
- 2011:  NCAA-kamp. - 3.42,54
- 2011:  Amerikaanse kamp. - 3.47,63
- 2011:  WK - 3.36,08
- 2012: 7de WK indoor - 3.47,42
- 2012: 4de OS - 3.35,17
- 2013:  Amerikaanse kamp. - 3.45,17
- 2013:  WK - 3.36,78
- 2015:  Amerikaanse kamp. - 3.37,25
- 2015: 8ste WK - 3.36,13
- 2016:  Amerikaanse indoorkamp. - 3.44,33
- 2016:  Amerikaanse kamp. - 3.34,09
- 2016:  WK indoor - 3.44,22
- 2016:  OS - 3.50,00
- 2018:  Amerikaanse kamp. - 3.43,37
- 2019: 8ste WK - 3.32,81
- 2021: 9e in ½ fin. OS - 3.33,69

### 1 Eng. mijl
- 2015:  Amerikaanse indoorkamp. - 4.01,40

1896: Teddy Flack ·
1900: Charles Bennett ·
1904: Jim Lightbody ·
1908: Mel Sheppard ·
1912: Arnold Jackson ·
1920: Albert Hill ·
1924: Paavo Nurmi ·
1928: Harri Larva ·
1932: Luigi Beccali ·
1936: Jack Lovelock ·
1948: Henry Eriksson ·
1952: Josy Barthel ·
1956: Ron Delany ·
1960: Herb Elliott ·
1964: Peter Snell ·
1968: Kipchoge Keino ·
1972: Pekka Vasala ·
1976: John Walker ·
1980: Sebastian Coe ·
1984: Sebastian Coe ·
1988: Peter Rono ·
1992: Fermín Cacho ·
1996: Noureddine Morceli ·
2000: Noah Ngeny ·
2004: Hicham El Guerrouj ·
2008: Asbel Kiprop ·
2012: Taoufik Makhloufi ·
2016: Matthew Centrowitz ·
2020: Jakob Ingebrigtsen ·
2024: Cole Hocker